# Pram Point (Südgeorgien)
Der Pram Point (englisch für Prahmspitze) ist eine Landspitze an der Nordküste Südgeorgiens. Sie liegt am Nordufer des Leith Harbour in der Stromness Bay.
Wissenschaftler der britischen Discovery Investigations kartierten und benannten sie im Jahr 1929.